# Municipio de Clay (condado de Decatur)
El municipio de Clay (en inglés: Clay Township) es un municipio ubicado en el condado de Decatur en el estado estadounidense de Indiana. En el año 2010 tenía una población de 1287 habitantes y una densidad poblacional de 9,8 personas por km².

## Geografía
El municipio de Clay se encuentra ubicado en las coordenadas 39°18′46″N 85°37′7″O / 39.31278, -85.61861. Según la Oficina del Censo de los Estados Unidos, el municipio tiene una superficie total de 131.36 km², de la cual 131,19 km² corresponden a tierra firme y (0,12 %) 0,16 km² es agua.

## Demografía
Según el censo de 2010, había 1287 personas residiendo en el municipio de Clay. La densidad de población era de 9,8 hab./km². De los 1287 habitantes, el municipio de Clay estaba compuesto por el 98,14 % blancos, el 0,16 % eran afroamericanos, el 0,23 % eran asiáticos, el 1,17 % eran de otras razas y el 0,31 % eran de una mezcla de razas. Del total de la población el 2,25 % eran hispanos o latinos de cualquier raza.